# Tirgrundet, Kyrkslätt
Tirgrundet är en klippa i Finland.   Den ligger i kommunen Kyrkslätt i den ekonomiska regionen  Helsingfors  och landskapet Nyland, i den södra delen av landet, 27 km sydväst om huvudstaden Helsingfors.
Terrängen runt Tirgrundet är mycket platt. Havet är nära Tirgrundet åt sydost.  Närmaste större samhälle är Kyrkslätt, 15,5 km nordväst om Tirgrundet. 